# 사카모토촌 (니가타현)
사카모토촌(坂本村)은 니가타현 나카우오누마군에 설치되었던 촌이다. 현재의 미나미우오누마시에 해당한다.